# Torii Kiyomitsu
Torii Kiyomitsu (鳥居 清満?) (1735 - 11 de mayo de 1785) fue un pintor japonés, especializado en el género ukiyo-e. Fue miembro de la escuela Torii, hijo de Torii Kiyonobu II y nieto de su fundador, Torii Kiyonobu.

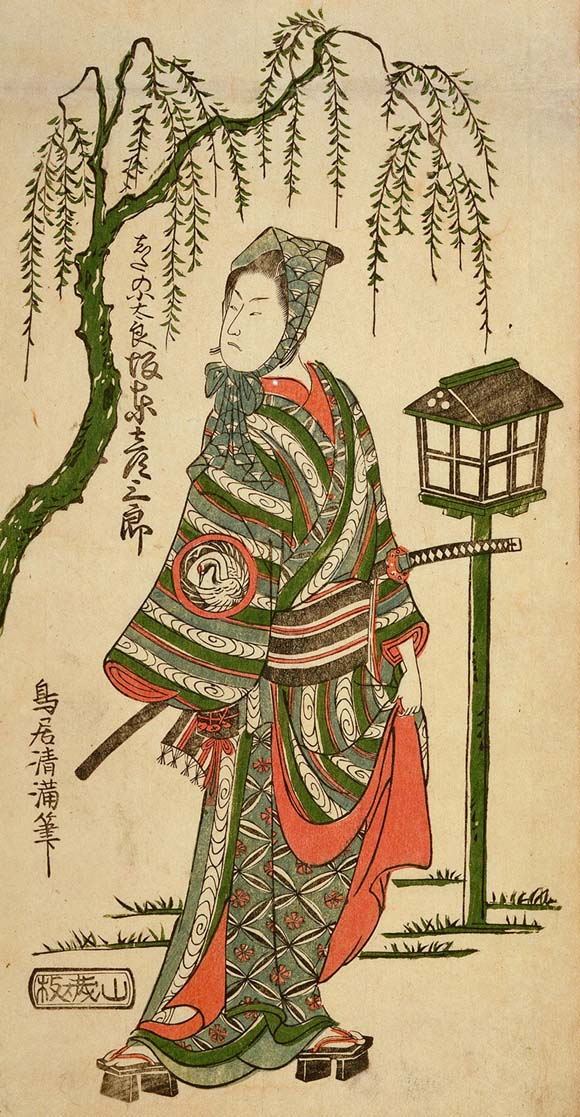
Bandō Hikosaburō II como Shita no Kotaro en "Katakiuchi Mogami no Inabune".

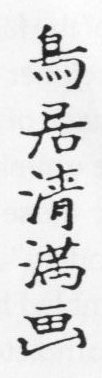
Firma de Torii Kiyomitsu.

Se dedicó especialmente al género de actores (yakusha-e), así como a los retratos femeninos (bijin-ga). Fue pionero de la técnica benizuri-e, un tipo de grabado en varias capas estampado en carmesí, al que amplió su gama cromática con el azul, el gris y el amarillo. En cambio, su estilo era bastante tradicional y poco innovador, siguiendo la línea trazada por sus antecesores en la escuela Torii, que evolucionó poco durante su mandato. Fueron discípulos suyos Torii Kiyotsune y Torii Kiyonaga.   